# Муньос, Мария Алехандра
Мария Алехандра Муньос (исп. María Alejandra Muñoz; род. 18 декабря 1978, Гуаякиль, Гуаяс, Эквадор) — государственный и политический деятель Эквадора. С 22 июля 2020 по 24 мая 2021 года вице-президент Эквадора. Принадлежит к политическому движению «Construye Ecuador».

## Биография
Родилась в семье среднего класса в городе Гуаякиль в семье врача и домохозяйки. Обучалась по стипендии в Университете специальностей Эспириту-Санто (UESS). Имеет степень бакалавра политических и социальных наук, а также работала адвокатом. Затем получила степень магистра в области предотвращения насилия в отношении женщин и политики социальной интеграции в Саламанкском университете.
Начала карьеру на государственной службе в должности юрисконсульта при Густаво Нобоа Бехарано, а затем заместителем секретаря в правительственном министерстве при Альфредо Паласио. В частной корпорации «El Rosado» занимала должность менеджера стратегических проектов, а затем в «Cervecería Nacional» вошла в состав юридического отдела, и на этой должности оставалась до середины 2017 года. В период с 2007 по 2009 год преподавала в UESS на кафедре административного права.
С апреля по сентябрь 2018 года начала работать в правительстве Ленина Морено в должности заместителя секретаря по президентской повестке дня, после чего стала директором Таможенной службы. По окончании пребывания в Таможенной службе разгорелся скандал, связанный с выдачей карт инвалидности, из-за чего её вызывали в Национальное собрание Эквадора.
После отставки Отто Зонненхольцнера с поста вице-президента Ленин Морено поместил её на третье место в списке, составленном из представителей движения «Construye Ecuador» («Ruptura 25»). 17 июля 2020 года Социал-христианская партия, Сила социальной ответственности, движение «SUMA» и часть Альянса ПАИС голосовали за кандидатуры на должность вице-президента. Мария Алехандра Муньос вступила в должность 22 июля 2020 года, став третьей женщиной в истории Эквадора, занявшей этот пост.

## Примечание
1. ↑  https://www.vistazo.com/seccion/quien-es-la-nueva-vicepresidenta-del-ecuador
2. ↑  María Alejandra Muñoz fue elegida vicepresidenta del Ecuador. Дата обращения: 27 сентября 2020. Архивировано 18 июля 2020 года.
3. ↑  La Vicepresidente. Дата обращения: 27 сентября 2020. Архивировано 16 сентября 2020 года.
4. ↑  María Alejandra Muñoz es la tercera vicepresidenta en la historia de Ecuador. El Universo. Дата обращения: 27 сентября 2020. Архивировано 18 июля 2020 года.
5. 1 2  ¿Quién es la nueva Vicepresidenta del Ecuador? Дата обращения: 27 сентября 2020. Архивировано 20 августа 2020 года.
6. ↑  ¿Quién es María Alejandra Muñoz, la nueva vicepresidenta de Ecuador? Дата обращения: 27 сентября 2020. Архивировано 24 сентября 2020 года.
7. ↑  La Vicepresidenta – Vicepresidencia de la República del Ecuador. Дата обращения: 27 сентября 2020. Архивировано 16 сентября 2020 года.
8. ↑  Autoridades – Servicio Nacional de Aduana del Ecuador. Дата обращения: 27 сентября 2020. Архивировано 21 июля 2020 года.
9. ↑  Aduana alertó en 2019 sobre incremento inusual en importación de vehículos para personas con discapacidad. Дата обращения: 27 сентября 2020. Архивировано 23 августа 2020 года.